# Lach man mal!
Lach man mal! ist ein Band mit „ole un nige lustige Geschichten“ von Fritz Wischer, der erstmals 1918 erschien. Die plattdeutschen Geschichten wurden in zahlreichen Auflagen bis in die 1980er Jahre vom erstauflegenden Verlag Lühr & Dircks verlegt. Zuletzt legte der Quickborn-Verlag den Band mit dem Untertitel „Lustige Vertellen“ neu auf.

## Inhalt
Die Sammlung anekdotischer Geschichten war ein enormer Erfolg. Nach seinem ersten Erscheinen wurden regelmäßig neue Auflagen gedruckt. 1936 vertrieb man bereits das 21. bis 23. tausendste Exemplar des Werks. Hernach gab es noch nahezu in jedem Jahrzehnt mindestens eine Neuauflage. Längst gilt das Buch als Klassiker neueren niederdeutschen Unterhaltungsschrifttums. Im Vorwort der Erstausgabe betonte der Dichter, der gute niederdeutsche Humor lache nie über die Menschen, sondern nur mit ihnen, im niederdeutschen Wortlaut: „De gode nedderdütsche Humor lacht ni över dat Volk, nee mit dat Volk.“ 
Der Band versammelt folgende kurze Erzählungen:
- Warüm de Nachwävhter Detl Bock nachts ni mehr tuten de
- Klas Butenschön vör Gericht
- De Bischof un de Preester
- Hein Lammers un de Kaiserliche Werft
- Kaptein Krüzmann sin Pfingsfahrt
- De kloke Papagei
- Hein Becker un de „heilige Vader“
- Von den Grotknech Krischan in Totendörp
- De verkeerte Smolttünn
- De kole Slag
- De Pött, de nich twei to krigen weern

Vier Geschichten wurden von Else Dircks mit Zeichnungen versehen: Warüm de Nachwävhter Detl Bock nachts ni mehr tuten de, Hein Lammers un de Kaiserliche Werft, Kaptein Krüzmann sin Pfingsfahrt und Von den Grotknech Krischan in Totendörp.

### Kritik
In den Mitteilungen aus dem Quickborn (Jahrgang 12, Seite 57/58) meint der Rezensent Emil Pörksen unter anderem:

„Was er in diesem Büchelchen bietet ist geeignet, auch dem größten Griesgram ein heiteres Stündchen zu bereiten. […] Aber fast wertvoller als der Inhalt ist die Sprache, die geradezu mustergültig genannt werden und das Verständnis für plattdeutsche Literatur wecken kann.“

## Adaptionen
Auswahlen aus dem Buch erschienen auch erfolgreich als Hörbücher, sowohl gelesen von Wilhelm Wieben als auch von Edgar Bessen. Geschichten aus dem Band gehörten auch zum Leserepertoire anderer niederdeutscher Erzähler insbesondere im Kieler Raum, wo die meisten Vertellen aus dem Band angesiedelt sind, z. B. Walter Volbehr.